# Shenzhou 2
Shenzhou 2 foi o segundo voo não-tripulado do Programa Shenzhou, criado pela República Popular da China para colocar um chinês no espaço e posterior exploração espacial. A  nave levou ao espaço um coelho, um macaco e um cão, como teste do sistema de suporte à vida instalado na cápsula para utilização nos futuros voos tripulados. A missão durou sete dias, com os animais retornando no módulo de reentrada e com o módulo orbital permanecendo em órbita por mais 220 dias.
Lançada em 9 de janeiro de 2001, este teste foi mais rigoroso do que o antecessor, com a Shenzhou 1, pela instalação do sistema de suporte à vida inexistente na primeira cápsula e pela realização de diversas experiências científicas. A espaçonave também realizou diversos testes de mudança de órbita.
Além da instalação do compartimento de carga para os animais, houve 64 cargas científicas diferentes a bordo. 15 delas foram instaladas no módulo de reentrada, 12 no módulo orbital e 37 no lado externo posterior da nave.  Entre estes foram realizados testes de cristalografia na microgravidade, em espécies de animais incluindo seis ratos de laboratório e pequenos organismos terrestres e aquáticos, detectores de partículas e de raios cósmicos e detectores de erupção de raios gama. Para testar o sistema de transmissão por rádio, mensagens pré-gravadas foram transmitidas da espaçonave.
O sinal de retroignição para os procedimentos da reentrada na atmosfera foram enviados às 10:15 UTC de 16 de janeiro quando a nave pasava pelo Atlântico Sul perto da costa da  África do Sul. A cápsula pousou na Mongólia Interior às 11:22 UTC. O módulo orbital vazio continuou circundando a Terra até 24 de agosto, quando foi realizada sua reentrada no Oceano Pacífico, entre o Chile a Ilha da Páscoa.

## Parâmetros da missão
- Massa: 7.400 kg
- Perigeu: 330 km
- Apogeu: 346 km
- Inclinação: 42.6°
- Período: 91.3 minutes